# Temognatha sanguinea
Temognatha sanguinea es una especie de escarabajo del género Temognatha, familia Buprestidae. Fue descrita científicamente por Saunders en 1869.